# Terence Disdale
Terence Disdale, född i maj 1947 i London i England, är en brittisk båtkonstruktör som är verksam inom design av motoryachter. Han äger och driver sitt företag Terence Disdale Design sedan 1973 när det grundades. Dessförinnan arbetade han för Jon Bannenberg och dennes designfirma men också som designer av kulisser vid filminspelningar.

## Fartyg
Ett urval av de fartyg som Disdale har designat.
| Megayachter: - A+ (interiört) - Blue - Eclipse - Opera - Pelorus (interiört) - Al Salamah | Superyachter: - Ecstasea - Grace - Ice (interiört) - Mayan Queen IV (interiört) - Romea - Sussurro - Tatoosh (interiört) |